# Phoenix (planta)
Phoenix és un gènere amb 14 espècies de palmeres, que és originari de les Illes Canàries, nord i centre d'Àfrica, extrem sud-oest d'Europa (Creta), i sud d'Àsia des de Turquia al sud de la Xina i Malàisia. La tribu Phoeniceae conté només el gènere Phoenix. Els hàbitats on viuen les palmeres del gènere Phoenix inclouen aiguamolls, deserts, i manglars. La majoria de les espècies del gènere es van originar en zones de climes semiàrids però generalment amb les arrels abastant aigües subterrànies, rius o fonts. El gènere és l'únic entre els de la subfamília Coryphoideae, que té fulles pinnades en comptes de palmades. El nom del gènere deriva del grec φοῖνιξ (phoinix) usat per Teofrast i Plini el Vell per designar la palmera datilera. Probablement prové del personatge de la Ilíada Phoenix fill d'Amintor o de l'ocell Fènix egipci.

## Descripció
El gènere principalment el componen plantes de mida mitjana o grossa, però també hi ha espècies nanes. El tronc és únic. Les fulles pinnades d'1-6 m de llarg amb la part inferior amb espines. El pecíol és curt o inexistent. Són plantes dioiques amb mascles i femelles en peus separats. La pol·linització es fa amb el vent o amb insectes. Les flors són poc vistoses de color marró groguenc agrupades en panícules de 30 a 90 cm de llarg. La inflorescència emergeix d'una bràctea en forma de barca i forma agrupacions grans i penjants. El fruit es forma a partir d'un sol carpel i fa una drupa d'1–7 cm de llarg de color groc a marró vermellenca o porpra fosc quan madura, té una sola llavor.

## Taxonomia
- Phoenix acaulis Roxb. – Palmera nana
- Phoenix andamanensis S.C.Barrow
- Phoenix caespitosa Chiov.
- Phoenix canariensis Chabaud – Palmera de les Illes Canàries
- Phoenix dactylifera L. – Palmera datilera
- Phoenix iberica Rivera – Península Ibèrica
- Phoenix loureiroi Kunth (syn. P. humilis)
- Phoenix paludosa Roxb. – Palmera de manglar
- Phoenix pusilla Gaertn. – De Ceilan
- Phoenix reclinata Jacq. – Senegal
- Phoenix roebelenii O'Brien – Pigmea
- Phoenix rupicola T.Anderson – Rupestre
- Phoenix sylvestris (L.) Roxb. – Índia
- Phoenix theophrasti Greuter – Creta[3]

A més alguns taxonomistes inclouen Phoenix atlantica, endèmica del Cap Verd, però per altres és una forma asilvestrada de al P. dactylifera.
| Fulles metamorfosejades en espines com és comú en el gènere Phoenix |  | Fulles metamorfosejades en espines com és comú en el gènere Phoenix |
| Fulles metamorfosejades en espines com és comú en el gènere Phoenix |  | Fullatge de Phoenix mostrant folíols en forma de V                  |

## Usos
Els fruits de P. dactylifera, són els dàtils comercials; les altres espècies tenen només una estreta capa de polpa.
La palmera de les Canàries (P. canariensis) es fa servir molt com planta ornamental. Difereix de la palmera datilera per tenir un tronc més sòlid, més fulles en la capsada folíols més espaiats i de color verd més fosc. El fruit de la palmera de Canàries és comestible però els humans poques vegades se'l mengen per la raó de la seva petita mida i la poca polpa que té.
Les diferents espècies fàcilment s'hibriden entre elles però els híbrids de la palmera de Canàries es consideren estèticament inferiors.